# (38024) 1998 OB
1998 أو بي (ويعرف أيضًا باسم (38024) 1998 أو بي وفق تسمية الكوكب الصغير) (بالإنجليزية: 1998 OB)‏ هو كويكب ضمن حزام الكويكبات؛ وترتيبه 38024 من حيث الاكتشاف.
اكتُشف هذا الجُرم الفلكي بواسطة OCA–DLR Asteroid Survey ‏ في 16 يوليو 1998.

## وصلات خارجية
- (38024) 1998 OB في قاعدة بيانات مختبر الدفع النفاث لأجرام النظام الشمسي الصغيرة

- الاكتشاف · مخطط المدار ·  العناصر المدارية · المعلمات المادية

- (38024) 1998 OB على موقع ويكي سكاي: DSS2, SDSS, GALEX, IRAS, Hydrogen α, X-Ray, Astrophoto, Sky Map, Articles and images